# Bergs distrikt, Västmanland
Bergs distrikt är från 2016 ett distrikt i Hallstahammars kommun och Västmanlands län.
Distriktet ligger väster om Hallstahammar.

## Tidigare administrativ tillhörighet
Distriktet inrättades 2016 och utgörs av en del av området Hallstahammars köping omfattade till 1971, delen som före 1952 utgjorde socknen Berg.
Området motsvarar den omfattning Bergs församling hade vid årsskiftet 1999/2000.